# Гільєрмо Діас (футболіст)
Гільєрмо Едуардо Діас Самбрано (ісп. Guillermo Eduardo Díaz Zambrano, 29 грудня 1930, Вальпараїсо — 25 вересня 1997, Сантьяго) — чилійський футболіст, що грав на позиції нападника за клуби «Сантьяго Вондерерз», «Реал Сарагоса» та «Палестіно», а також національну збірну Чилі.

## Клубна кар'єра
У футболі дебютував 1948 року виступами за команду «Сантьяго Вондерерз», в якій провів чотири сезони. 
Своєю грою за цю команду привернув увагу представників тренерського штабу клубу «Реал Сарагоса», до складу якого приєднався 1952 року. Відіграв за клуб з Сарагоси наступний сезон своєї ігрової кар'єри.
Протягом 1953—1954 років знову захищав кольори команди клубу «Сантьяго Вондерерз».
1955 року перейшов до клубу «Палестіно», за який відіграв 5 сезонів.  Завершив професійну кар'єру футболіста виступами за команду «Палестіно» у 1960 році.

## Виступи за збірну
1950 року дебютував в офіційних матчах у складі національної збірної Чилі. Протягом кар'єри у національній команді, яка тривала 8 років, провів у її формі 24 матчі, забивши 11 голів.
У складі збірної був учасником чемпіонату світу 1950 року у Бразилії, де зіграв з Англією (0-2) і Іспанією (0-2).
Помер 25 вересня 1997 року на 67-му році життя у місті Сантьяго.

## Титули і досягнення
- Срібний призер Чемпіонату Південної Америки: 1955